# Barajul Steinbach (NRW)
Barajul Steinbach reține un lac de acumulare în apropiere de localitatea Kirchheim, situat în pădurea Flamersheim din districtul Euskirchen, Nordrhein-Westfalen, Germania.

## Istoric
Barajul de colectare a pâraielor Steinbach și Treuenbach a fost construit pentru a asigura necesarul crescut de apă pentru fabrica textilă din Euskirchen, care a început să se devolte din anul 1920. Apa provenită din regiunea Mechernich era neutilizabilă, datorită conținutului mare în plumb. Construirea barajului a fost realizată între anii 1933 - 1935. Pentru canalizarea apei s-a folosit o conductă cu o lungime de 16 km.
În prezent, pe lângă faptul că este un rezervor de apă, lacul este un loc de agrement, fiind vizitat frecvent de iubitorii de natură.